# Scene7
Scene7是一所美國互動式多媒體軟件公司，提供網頁寄存和桌面出版服務。一些公司，主要是零售商，更使用此公司的服務在自己的網站上展示他們的產品，並讓客戶與產品更互動。

## 公司
Scene7作為Adobe Systems的分公司，提供了網頁寄存和桌面出版服務。公司的主要業務在於北美。
即使在被Adobe收購前，Scene7的產品已經依賴着數個Adobe的產品，包括Adobe Photoshop、Adobe InDesign、Adobe Flash、Adobe Illustrator和Adobe Flex。Scene7不設立任何伺服器以承載其服務，而是採用「按需付費」的方案，只根據它使用的資源支付費用。
Scene7的客戶包括Sears、Lands' End、哈洛德百貨公司、梅西百貨公司、Office Depot、Levi's、La-Z-Boy和QVC。

## 歷史

### GoodHome.com
公司起初作為一個開發團隊，於90年代中期在加利福尼亞州聖拉斐爾為歐特克股份有限公司創建了名為Picture This Home的軟件。

在1988年，該軟件及其40位開發人員被美泰兒的子公司The Learning Company擁有的Brøderbund所購入。
在1999年9月，GoodHome.com與總部位於亞歷山大的對手公司nHabit.com合併。 合併後，GoodHome.com保證它的業務會快速增長。

### 重組
經過數年的虧損經營後，GoodHome.com於2001年1月23日正式改組為Scene7，當中從包括赫斯特互動媒體在內的投資者籌集了1500萬美元。
在2002年9月，Scene7從聖拉斐爾搬到諾瓦托，以容納更多的員工。

### 收購
在2007年5月31日，Scene7被Adobe Systems所收購。那時候，公司擁有80位員工，他們大部分從前公司總部加利福尼亞州諾瓦托轉移到Adobe位於三藩市的辦事處。